# مارکو اکتاویو

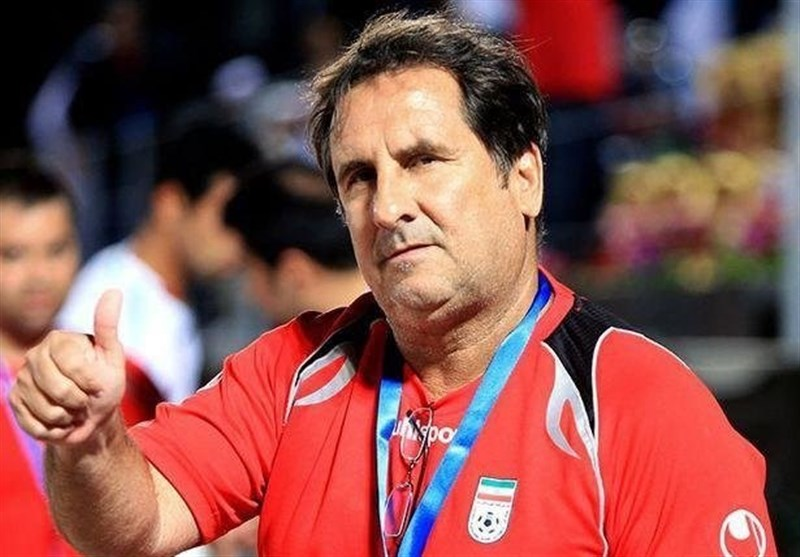
مارکو اکتاویو در 2019

مارکو اکتاویو (به انگلیسی: Marco Octávio) (زاده ۱۹ مارس ۱۹۵۵ در ریودوژانیرو) مربی فوتبال اهل برزیل است. او فوتبال را از تیم فیلومنزی آغاز کرد و ده سال در تیم فرزی ویژن در پست هافبک نفوذی توپ زده است. او همچنین به همراه تیم دانشجویان برزیل در مسابقات قهرمانی جهان در سال ۱۹۸۱ در کره جنوبی به مقام قهرمانی رسید. همچنین به مدت ده سال در دانشگاه برزیل تدریس کرده و مربیگری تیم انیرمه برزیل در دسته یک و تیم آنتیبی شهر کان فرانسه را مربیگری کرده‌است وی همچنین از سال ۲۰۱۰ تا ۲۰۱۹ سرمربی تیم ملی فوتبال ساحلی ایران هم بوده است . او هم‌اکنون سرمربی تیم ملی فوتبال ساحلی برزیل است.

## حرفه
- تیم ملی فوتبال ساحلی برزیل
- تیم ملی فوتبال ساحلی پرتغال
- تیم ملی فوتبال ساحلی امارات متحده عربی
- تیم ملی فوتبال ساحلی چین
- اسپورته کلاب باهیا (۲۰۰۴-۲۰۰۳)
- تیم ملی فوتبال ساحلی ایران (۲۰۰۷)
- باشگاه فوتبال شیرین فراز کرمانشاه (۲۰۰۸-۲۰۰۷)
- تیم ملی فوتبال ساحلی ایران (۲۰۱۰)
- تیم ملی فوتبال ساحلی ایران (۲۰۱۲-۲۰۱۵)
- تیم ملی فوتبال ساحلی ایران (۲۰۱۷-۲۰۱۹)